# 염소 이야기:오래된 프라하의 전설
염소 이야기 - 오래된 프라하의 소문(Kozí příběh - pověsti staré Prahy)은 체코 최초의 3D 컴퓨터 애니메이션 영화이다. 중부 및 동부 유럽 에서 제작된 최초의 장편 영화이기도 하다. 이 영화는 Art And Animation 스튜디오 에서 프로듀서이자 아티스트이자 감독인 Jan Tománek 이 제작했다.
이 영화는 장장 5년에 걸쳐 제작되었으며 외국 대형 스튜디오의 외국 영화에 비해 10명 정도의 애니메이터와 3D 그래픽 아티스트가 작업했다 . 영화는 Autodesk Maya 에서 제작되었다. 이 영화의 예산은 미화 150만 달러로 종종 비교되는 슈렉 형식의 영화(예산: 미화 6천만 달러)에 비하면 미미한 액수이다.
이 영화는 일부 체코 비평가들에게 그다지 성공적이지 못했다. 평론가들은 대부분의 농담이 엉뚱하고 우월주의적이고 성차별적이어서 어린이에게 적합하지 않다고 비난했다. 그럼에도 불구하고 2009년 언론인들은 이 영화에 최고의 애니메이션 영화인 연례 페비오페스트 크리스티안 상을 수여했다.
2008년 개봉 후 350번째 관객을 모은 영화 가장 성공적인 체코 애니메이션 영화로 000명의 시청자를 확보했다.
이 영화는 여러 외국 상을 수상했으며 2008년에는 최고의 예술적 성취를 위해 체코 사자상 후보에 올랐다.
2012년에는 헐렁한 속편인 The Goat Story with Cheese 가 촬영되었다.
2015년에 제작자는 이 영화를 YouTube 에도 게시하기로 결정했다. 이 영화는 다양한 언어 변형(영어, 스페인어, 포르투갈어, 러시아어, 독일어, 힌디어)으로 볼 수 있다.

## 이야기
이야기는 Charles IV의 통치 기간 동안 발생한다., 프라하에 카를교가 건설되고 독특한 프라하 천문 시계가 만들어지면. 단순한 쿠바가 그의 염소 와 함께 시골 에서 수도로 왔고 그들은 카를교 건설을 위한 원자재로 알을 잔뜩 나르고 있다. 그들과 함께 가난한 학생 Matěj는 Master Hanuš 에게 배우기 위해 프라하로 온다.
Kuba와 Koza는 다리 건설을 위해 프라하에 머물고 있다. 이곳에서 Kuba는 처음으로 Máca를 보고 즉시 그녀와 사랑에 빠진다. Máca는 다리 건설을 위해 단조 못을 공급하는 곡선미 도시 소녀이다. Kuba가 지지대에서 마카 조각상을 조각하고 있었기 때문에 다리 한쪽의 비계가 쓰러지자 그와 그의 염소는 일꾼들에 의해 쫓겨난다. 둘 다 Orloj의 조각품을 위한 좋은 조각가를 찾고 있고 Kuba의 조각 예술에 관심이 있는 Master Hanuš가 직접 돌보고 있다.
Matěj는 또한 가난 때문에 다른 학생들로부터 조롱의 대상이 되는 Master Hanuš와 함께 공부한다. 그는 선생님의 신임을 얻어 구 시가지 천문시계의 계획을 감독한다. Matěj는 잠잘 곳이 없었기 때문에 당시 이미 버려진 프라하에서 Faust의 집을 찾는다. 반 친구들의 끊임없는 조롱에 유혹에 굴복한 그는 또래들과 어울리기 위해 파우스트의 집에서 은색 톨라를 집어든다. 그러나 그들은 그를 속이고 방심한 순간에 점성가의 계획을 파괴한다. 순진한 Matěj는 마스터 Hanuš에게 계획을 다시 넘긴다.
Master Hanuš는 프라하 시의원들이 망가진 계획을 발견하고 범인의 처벌을 요구할 때 크게 놀랐다. Matej는 기둥 에서 하루 동안 벌을 받고 자신이 한 일을 모르기 때문에 Hanus에게 복수하기로 결정한다. Master Hanuš와 Kuba가 시계를 완성하면 존경이나 인정을 받지 못한다. Master Hanus는 중국인을 위해 그러한 천문 시계를 만들도록 제안했다. 이 토론의 증인은 그 동안 악마의 영혼에 서명하고 프라하 의원들에게 편지를 쓴 Matěj이다. 그들은 집행자 Mydláre를 맹인 Hanuš에게 맡긴다.
Hanuš는 이 단계에 대한 복수를 원하고 기계에 손을 뻗어 시계를 멈춘다. 그의 조수인 Kuba는 Maca가 제 시간에 그렇게하지 않으면 처형 위협을 받고 시계를 수리하는 임무를 맡는다. 그는 마지막 순간에 시계를 수정하지만 제시간에 교수대에 가지 않는다. 나중에 Koza는 Máca로 오인되어 대신 교수형에 처해졌다. 그러나 즉시 염소가 교수대에서 떨어지고 목구멍에 철관이 있었고 질식하지 않은 것으로 밝혀졌다.

## 캐릭터

### 쿠바
Kuba는 시골의 좋은 성격의 청년이다. 염소와 떼려야 뗄 수 없는 커플. Koz에 비해 그는 프라하에 도착한 이후, 특히 Máca를 만날 때 프라하에 대해 열광했다. 그는 나무를 깎을 수 있고, 이 기술 덕분에 마스터 하누시에게 천문 시계 장식의 조수로 고용된다.

### 염소
염소는 어머니가 죽은 후 Kuba의 유일한 친구이다. 그녀는 프라하에 대해 그다지 열성적이지 않고 휠체어를 타고 집으로 돌아가고 싶어한다. Kuba가 사랑하는 Máca를 질투하는 그는 그녀에 대한 생각을 멈출 수 없으며 점성가의 계획을 먹음으로써 Máca의 처형을 돕는다. 그래서 그는 결국 자신을 희생하고 교수형에 처하게 된다.

### 마스터 하누쉬
구시가지 천문시계 건설을 맡은 학자. 매우 차분한 노신사는 쿠바에서 자신의 작품을 장식하는 데 필요한 예술가를 찾는다. 그는 사형집행인에게 눈이 멀어 세상 어디에도 비슷한 시계를 만들 수 없게 된다. 그의 캐릭터의 모델은 Jirásk의 체코 전설 에 따르면 프라하 천문 시계를 만든 실제 마스터 Hanuš였다.

### 마태
쿠바처럼 그는 프라하에서 공부하기 위해 시골 에서 왔다. 그는 매우 가난해서 다른 학생들로부터 조롱의 대상이 된다. 결과적으로 그는 결국 파우스트의 집 에서 자신의 영혼을 악마에게 서명한다.

### 마카
Máca는 카를교 건설을 위해 단조 못을 공급하는 프라하 출신의 소녀이다. 그가 이러한 스터드를 얻는 방법은 대부분의 영화에서 미스터리이다. 그는 또한 Master Hanuš와 함께 봉사하며 그곳에서 Kuba를 다시 만나 사랑에 빠진다.

### 털이 많은 남자
Fluffy는 플롯의 액세서리로 프라하를 돌아다니는 신비한 캐릭터이다. 사람의 다리와 믿을 수 없을 정도로 긴 혀를 가진 털복숭이 공이다.틀:Obsazení začátek
틀:Obsazení herec
틀:Obsazení herec
틀:Obsazení herec
틀:Obsazení herec
틀:Obsazení herec
틀:Obsazení herec
틀:Obsazení herec
틀:Obsazení herec
틀:Obsazení herec
틀:Obsazení herec
틀:Obsazení herec
틀:Obsazení herec
틀:Obsazení herec
틀:Obsazení herec
틀:Obsazení herec
틀:Obsazení konec성우 출연
- Jiří Lábus 염소 역
- Matěj Hádek Jemmy 역
- 케이티 역의 마훌레나 보차노바
- Michal Dlouhý 매튜 역
- Peter Pelzer 마스터 Hanuš 역
- Jan Přeučil 푸르크미스트 역
- Viktor Preiss 콘셀 역
- 미로슬라프 타보르스키 Miroslav Táborský 사제 이그나크 역
- Karel Heřmánek - 악마/리더
- Petr Nárožný 거지 역
- 거지 역의 달리밀 클랩카
- Pavel Rímský 거지 역
- Ota Jirák 태버너 역
- Filip Jevič 학생 역
- Justin Svoboda 학생 역

## 같이 보기
- 컴퓨터 애니메이션 영화 목록

## 참조
1. ↑   http://www.csfd.cz/film/222958-kozi-pribeh-povesti-stare-prahy/. |제목=이(가) 없거나 비었음 (도움말)
2. ↑  Miroslava Spáčilová, MF DNES, Kozí příběh očima Mirky Spáčilové: Animaci už umíme, lépe než příběh - iDnes.cz, 12. října 2008 9:20
3. ↑   https://radiozurnal.rozhlas.cz/jan-tomanek-producent-filmu-kozi-pribeh-se-syrem-6220086. |제목=이(가) 없거나 비었음 (도움말)